# Saatyho metoda

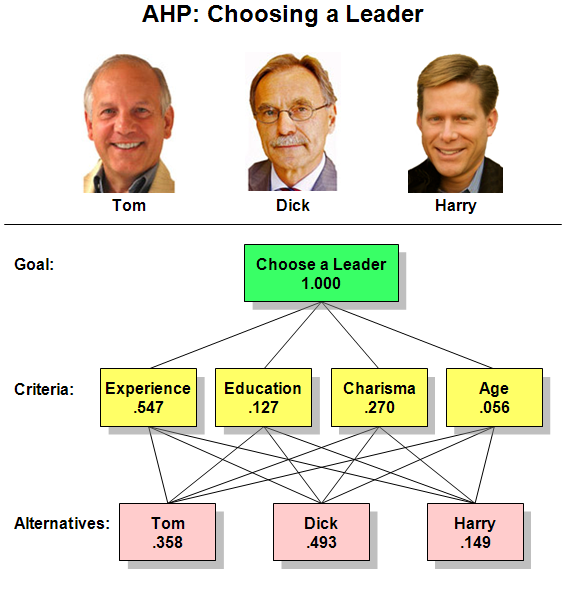
příklad a využití Saatyho metody

Saatyho metoda je metodou párového porovnání. Tato metoda se používá k vícekriteriálnímu hodnocení kritérií a variant.
Saatyho metoda se používá pro analýzu a řešení rozhodovacích úloh, kde řešitel vybírá variantu, která nejvíce naplňuje stanovený cíl. Řešitel musí definovat varianty a kritéria. Poté řešitel párově porovná kritéria a varianty mezi sebou a určí své preference a váhu dané preference.

## Historie
Thomas L. Saaty byl významným profesorem na Pittsburské univerzitě a vynálezcem Saatyho metody. Saaty byl několikrát oceněn, za svou výzkumnou práci v oblasti rozhodovacích procesů a ve vývoji Analytického hierarchického procesu (AHP).
Saaty byl v roce 2012 oceněn čestným doktorátem nejstarší polskou univerzitou (Jagellonská univerzita), za jeho inovativní výzkum v oblasti aplikace matematického postupu při rozhodování. Saatyho výzkum byl využit v Polsku pro analýzu odzbrojení a ekonomické stability. Na základě využití Saatyho výzkumu a dalších metod se Polsko rozhodlo odmítnout Euro za svou národní měnu.
Na základě Saatyho metody, bylo vypočteno, že nejlepší variantou pro Polsko bylo přijmout Euro až po dlouhém časovém období.

## Využití
Saatyho metoda lze využít v mnoha odvětvích pro podporu rozhodování. Například ve zdravotnictví, finančním sektoru, pojišťovnictví, letectví, neziskových organizacích, vývoje ekonomické stability, ve vládním sektoru atd. Mezi organizace, které používají programy, který tuto metodu umí spočítat, patří například: NASA, GM, Bank of America, IBM, EPA, Boeing.
Tuto metodu lze využít například pro predikci finanční krize, rozhodování a změně národní měny, analýzu odzbrojení státu, analýzu ekonomické stability, jak by mělo USA reagovat na Severokorejské jaderné ozbrojení atd.

## Postup
V rámci Saatyho metody je nutné provést ohodnocení kritérií a dílčí ohodnocení variant. Poté se vypočte konečné ohodnocení, kde budou varianty ohodnoceny, a tudíž bude možné vybrat optimální variantu.

### Tvorba tabulky
K ohodnocení kritérií, dílčího ohodnocení variant a výpočtu konečného ohodnocení variant je nutné vytvořit tabulky.
Prvním krokem je vytvořit tabulku o rozměrech, které jsou dány specifikacemi daného výpočtu. Pro ohodnocení kritérií, dílčího ohodnocení variant a výpočet konečného ohodnocení variant se vždy vytvoří tabulka jiných rozměrů. Tyto rozměry jsou popsány v následujících podkapitolách.

#### Stanovení vah
Při použití Saatyho metody vytvoří řešitel tabulku. Na hlavní diagonále tabulky se zapíší jedničky.
Do zbylých buněk tabulky se píše hodnoty řešitel tak, že přiřazuje váhu preferencím celými čísly od 1 po 9. Pokud řešitel preferuje prvek ve sloupci na úkor prvku v řádku, napíše do buňky převrácenou hodnotu váhy. Definice vah je uvedena v upravené tabulce podle.
| Váha | Popis                                                            |
| ---- | ---------------------------------------------------------------- |
| 1    | Prvky jsou stejně důležité.                                      |
| 2    | Řádkový prvek je velmi slabě významnější než sloupcový.          |
| 3    | Řádkový prvek je slabě významnější než sloupcový.                |
| 4    | Řádkový prvek je docela o dost významnější než sloupcový.        |
| 5    | Řádkový prvek je o dost významnější než sloupcový.               |
| 6    | Řádkový prvek je téměř demonstrativně významnější než sloupcový. |
| 7    | Řádkový prvek je demonstrativně významnější než sloupcový.       |
| 8    | Řádkový prvek je o hodně významnější než sloupcový.              |
| 9    | Řádkový prvek je totálně významnější než sloupcový.              |

Dále se v tabulce vytvoří dva nové sloupce. V prvním se vypočtou geometrické průměry a v dalším se vypočtou výsledné váhy řádkových prvků. Nakonec se geometrické průměry sečtou a ověří se, zda je součet výsledných vah roven 1.
Výsledné váhy se počítají tímto vzorcem :
{\displaystyle v_{i}={\frac {G_{i}}{\textstyle \sum _{i=1}^{n}\displaystyle G_{i}}}}.

#### Ověření validity tabulky
Řešitel přiřazuje svým preferencím váhu, avšak váhu nemusel přiřazovat vždy správně. Řešitel se mohl dopustit nekonzistencí.
Příkladem nekonzistence může být to, že řešitel dá váhu 4 jablku před hruškou a hrušce váhu 2 před třešní, ale jablku před třešní dá váhu jen 3. Vzhledem k tomu, že preferuje jablko před hruškou a hrušku před třešní, měl by řešitel preferovat jablko před hruškou více než před třešní.
Pro ověření validity tabulky je nutné vypočítat poměr konzistence (CR). Pro výpočet CR bude nutné vypočítat také proměnné index konzistence (CI), náhodný index (RI) a největší vlastní číslo matice (λmax).
CR a CI se vypočítá těmito vzorci :
{\displaystyle CR={\frac {CI}{RI}}},
{\displaystyle CI={\frac {\lambda _{m}-n}{n-1}}}.
Hodnota RI je volně dostupná v různých tabulkách. Například v: .
Aby byla tabulka validní, nesmí hodnota CR převýšit 0,10.

### Ohodnocení kritérií
Pro ohodnocení kritérií se vytvoří 1 tabulka, v jejichž řádcích i sloupcích budou vypsány všechny kritéria. Řešitel bude přiřazovat váhy kritériím v rámci párového porovnání, dle toho, jak, které kritérium preferuje. Poté se vypočtou geometrické průměry a výsledné váhy. Nakonec se ověří validace tabulky.,

### Dílčí hodnocení alternativ
Pro dílčí ohodnocení alternativ se vytvoří tolik tabulek, kolik je kritérií. V tabulkách budou v řádcích i sloupcích vypsány všechna kritéria. Každá tabulka bude porovnávat, jak daná varianta naplňuje charakteristiky každého kritéria. Podle toho bude řešitel přiřazovat při párovém porovnání kritérií váhy preferencím. Poté se vypočtou geometrické průměry a výsledné váhy. Nakonec se ověří validace všech vytvořených tabulek.
Výsledné váhy se počítají stejným vzorcem, ale pro lepší přehlednost je dobré je neznačit vi, ale hij.

### Ohodnocení alternativ
Po ohodnocení kritérií a dílčího ohodnocení alternativ se vypočte celkové ohodnocení alternativ. Tohoto lze dosáhnout například následujícím vzorcem:
{\displaystyle H^{j}=\sum _{i=1}^{n}v_{i}*h_{i}^{j}}.
Vyšší hodnota Hj značí lepší ohodnocení dané alternativy, tedy vyšší naplnění předpokladů naplnění cíle.

## Ukázkový příklad
Pro lepší porozumění Saatyho metody bude na ukázkovém příkladu vysvětlen postup pro určení vah. Je uveden pouze výpočet vah jednotlivých kritérií.

### Zadaní
Máme za úkol podle zadaných kritérií vybrat nejlepší variantu svetru. Svetr vybíráme podle tří kritérií, která jsou značka, materiál a cena.

### Tvorba tabulky
Nejdříve přiřadíme písemné váhy preferencím mezi jednotlivými kritérii. Nelze preferovat kritérium před sebou samým, proto nejsou uvedeny v tabulce níže, automaticky počítáme váhu 1.
| č. | popis                                      |
| -- | ------------------------------------------ |
| 1. | Materiál je o dost významnější než značka. |
| 2. | Cena je slabě významnější než značka       |
| 3. | Cena je slabě významnější než materiál     |

Následně tyto písemné preference zapíšeme pomocí čísel do Saatyho matice, která se nachází níže a pomocí ní vypočítáme jednotlivé váhy daným kritériím.
|                       | značka                | materiál              | cena                  | geometrický průměr ({\displaystyle G_{i}}) | váha ({\displaystyle v_{i}}) |
| --------------------- | --------------------- | --------------------- | --------------------- | ------------------------------------------ | ---------------------------- |
| značka                | 1                     | 1/5                   | 1/3                   | 0,405                                      | 0,110                        |
| materiál              | 5                     | 1                     | 1/3                   | 1,186                                      | 0,323                        |
| cena                  | 3                     | 3                     | 1                     | 2,080                                      | 0,567                        |
| {\displaystyle \sum } | {\displaystyle \sum } | {\displaystyle \sum } | {\displaystyle \sum } | 3,671                                      | 1                            |

Získané váhy jednotlivých kritérií jsou uvedeny v tabulce.
| kritérium | váha ({\displaystyle v_{i}}) |
| --------- | ---------------------------- |
| značka    | 0,110                        |
| materiál  | 0,323                        |
| cena      | 0,567                        |

Ověření validity tabulky není potřeba, jelikož jsou pouze tři kritéria a konzistenci lze jednoduše zkontrolovat logicky.

## Programy
Saatyho metoda lze spočítat, za využití softwarových programů. Příkladem programů, které tuto metodu umí spočítat, jsou:
- Super Decisions
- Expert Choice Comparion
- Priority Estimation Tool